# Bernard Genoud
Bernard Genoud (* 22. Februar 1942 in Châtel-Saint-Denis, Kanton Freiburg; † 21. September 2010 in Freiburg) war ein Schweizer Theologe und römisch-katholischer Bischof von Lausanne, Genf und Freiburg.

## Leben
Bernard Genoud trat nach seiner Matura am Collège von Saint-Maurice 1963 in das Diözesan-Priesterseminar in Freiburg ein und studierte Theologie und Philosophie unter anderem bei Charles Journet, Pierre Mamie und Gabriel Bullet. Parallel dazu absolvierte er ein Flötenstudium am Konservatorium Lausanne und lehrte am Lehrerseminar. Am 22. Juni 1968 empfing er die Priesterweihe. Er war von 1968 bis 1971 Vikar in Montreux und unterrichtete am Freiburger Kollegium St. Michael. Ab 1976 baute er am Collège du Sud in Bulle eine Klasse für Philosophie auf und lehrte Philosophie von 1976 bis 1994. Seit 1975 unterrichtete er zudem Philosophie an der École de la Foi in Freiburg. Nach der Tätigkeit als Pfarrer in Lessoc von 1981 bis 1994 wurde Genoud Regens des Priesterseminars und Professor für Philosophie im Seminar von Givisiez. Neben einem Lehrauftrag an der Theologischen Fakultät der Universität Freiburg war er Leiter der Ausbildung für das ständige Diakonat sowie Präsident der Katechetischen Kommission für die Orientierungsstufe des Kantons Freiburg.
Papst Johannes Paul II. ernannte Bernard Genoud 1999 zum Bischof des Bistums Lausanne, Genf und Freiburg. Die Bischofsweihe spendete ihm am 24. Mai 1999 in der Kathedrale St. Nikolaus sein Amtsvorgänger, Amédée Grab OSB, Bischof in Chur und Präsident der Schweizer Bischofskonferenz; Mitkonsekratoren waren die Freiburger Weihbischöfe Pierre Bürcher und Pierre Farine. 2003 wurde er in den Ritterorden vom Heiligen Grab zu Jerusalem investiert.
Bereits 2008 setzte sich Genoud für eine Fachkommission bei Pädophilie- und Missbrauchsfällen in der Kirche ein. Er forderte strengere Meldepflichten und richtete eine Telefon-Hotline ein.
Bernard Genoud starb im Bischofsamt an den Folgen eines Krebsleidens.

## Schriften
- A dire vrai, Saint-Augustin 1999, ISBN 978-2880111694
- Sexualité : un évêque et un psy en parlent, Saint-Augustin 2001, ISBN 978-2880112264, zusammen mit Claude Piron, Marie-Claude Fragnière
- Les Marches: le petit Lourdes fribourgeois : histoire d’un lieu sacré, Editions gruériennes 2005, ISBN 978-2884980067, zusammen mit François Rime, Jacques Rime, Jean-Paul Bochud, Francis Python
- Ecole cathédrale de Fribourg, Saint-Augustin 2007, ISBN 978-2880114183

Hirtenbriefe
- Volk Gottes unterwegs (Peuple en marche!), Hirtenbrief 2000
- Tatkräftig und überlegt unser Bistum im Heute Gottes leben (Vivre activement et spirituellement notre diocèse dans l'aujourd'hui de Dieu), Hirtenbrief 2001